# ヴィルヘルム5世 (バイエルン公)

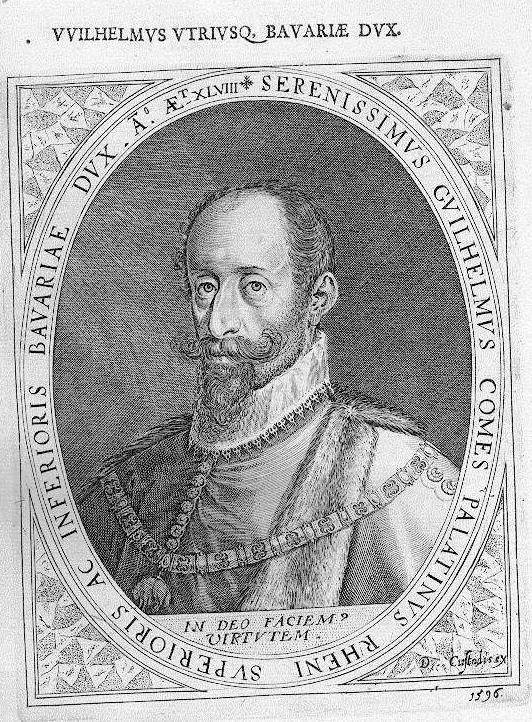
バイエルン公ヴィルヘルム5世

ヴィルヘルム5世（Wilhelm V., 1548年9月29日 - 1626年2月7日）は、バイエルン公（在位：1579年 - 1597年）。アルブレヒト5世と神聖ローマ皇帝フェルディナント1世の娘アンナの子。

## 生涯
1583年、弟のエルンストをケルン大司教（選帝侯）に選出させた。しかし、プロテスタントに転向していた前選帝侯ゲプハルト・トゥルホゼス・フォン・ヴァルトブルクがオランダなどプロテンスタント勢力の力を借りて反乱を起こしたため、ヴィルヘルム5世はエルンストに与してゲプハルトを追放、1588年にエルンストの選帝侯位を万全にした。これ以降、ケルン選帝侯は事実上ヴィッテルスバッハ家の世襲となっていった。
幼少期からイエズス会の教育を受けていた影響でバイエルンに対抗宗教改革をもたらし、カトリック系大学や聖ミヒャエル教会が設立されたが、財政は大幅に傾き、事態を危ぶんだ息子のマクシミリアンによって1597年に退位させられた。以後は信仰に余生を送った。

## 子女
1568年にロレーヌ公フランソワ1世の娘レナータと結婚した。彼女との間に10人の子をもうけた。
- クリストフ（1570年、夭折）
- クリストフ（1572年 - 1580年）
- マクシミリアン1世（1573年 - 1651年） - バイエルン選帝侯[1]
- マリア・アンナ（1574年 - 1616年） - 神聖ローマ皇帝フェルディナント2世の最初の妃[1]
- フィリップ・ヴィルヘルム（1576年 - 1598年） - レーゲンスブルク大司教、枢機卿
- フェルディナント（1577年 - 1650年） - ケルン大司教（選帝侯）[1]
- エレオノーレ・マグダレーネ（1579年 - 1580年）
- カール（1580年 - 1587年）
- アルブレヒト6世（1584年 - 1666年） - バイエルン＝ロイヒテンベルク公
- マグダレーネ（1587年 - 1628年） - プファルツ＝ノイブルク公ヴォルフガング・ヴィルヘルムと結婚[1]